# ウハム州
ウハム州（フランス語: Ouham、サンゴ語: Wâmo）は、中央アフリカ共和国の州。国土の北部に位置し、北をチャドと接する。州都はボサンゴア。南をオンベラ・ムポコ州と、西をリム・ペンデ州およびウハム・ペンデ州と、東をウハム・ファファ州と接する。面積は約2万平方キロメートル、人口は約30万人（2021年推計）。州名は州内を走るウハム川に由来する。

## 歴史
1946年10月16日にウハム地域として創設され、1961年1月23日に州となった。
2021年1月21日、州東部がウハム・ファファ州として分離。面積は半分以下に縮小した。

## 隣接州
- ロゴン・オリエンタル州
- マンドゥル州
- バミンギ・バンゴラン州
- ウハム・ファファ州
- オンベラ・ムポコ州
- ウハム・ペンデ州
- リム・ペンデ州

## 下位行政区画

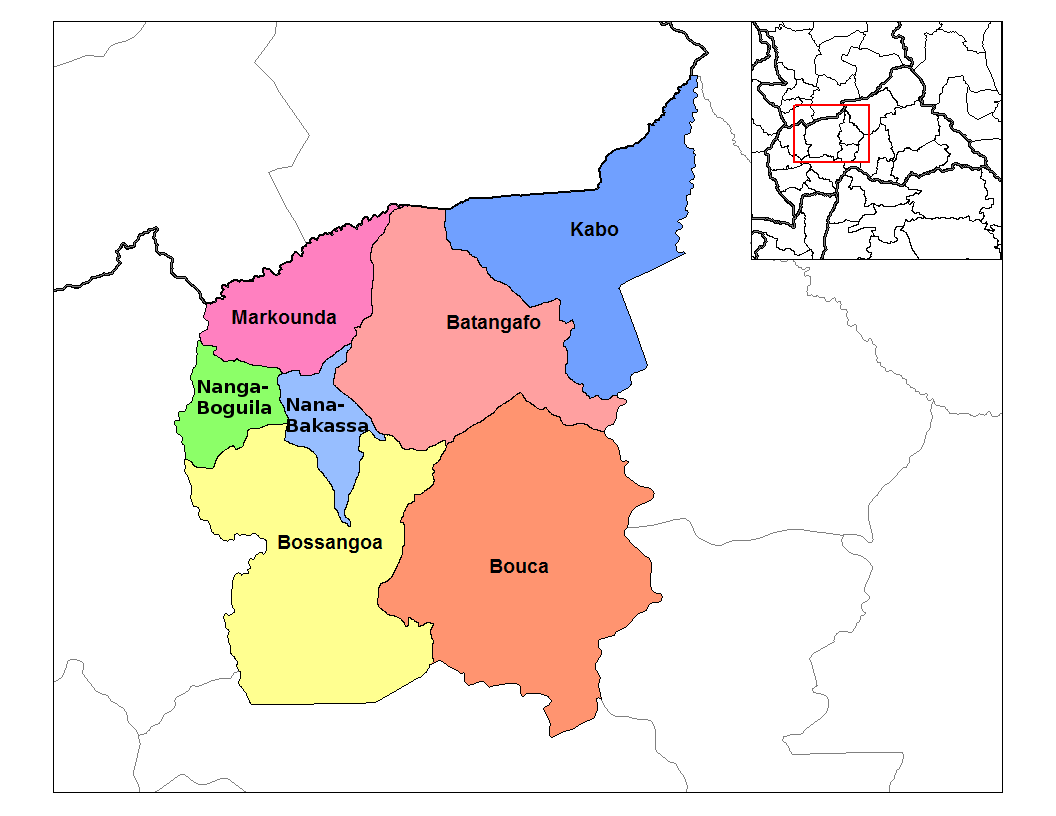
ウハム州の郡（2021年以前）

2021年のウハム・ファファ州分離以降は、4郡に分けられている。
- ボサンゴア
- マルコンダ（フランス語版）
- ナナ＝バカサ（フランス語版）
- ナンガ＝ボギラ（フランス語版）